# 서울강북경찰서
서울강북경찰서(서울江北警察署, Seoul Gangbuk Police Station)는 서울특별시경찰청이 관할하는 경찰서 중 하나이다. 서울특별시 강북구 일원을 관할한다. 서울특별시 강북구 오패산로 406 (번동)에 위치하고 있다.
서장은 총경으로 보한다.

## 연혁
- 1969년 2월 12일: 서울북부경찰서 개서
- 1991년 11월 1일 : 서울도봉경찰서 분리
- 2006년 3월 1일: 서울강북경찰서로 변경

## 관할 파출소 및 지구대
서울강북경찰서는 2개 지구대와 7개 파출소를 산하에 두고 있다.
| 명칭        | 사진 | 주소                    | 관할구역                          | 치안센터                   |
| ----------- | ---- | ----------------------- | --------------------------------- | -------------------------- |
| 미아지구대  |      | 도봉로 127 (미아동)     | 미아동 전지역, 송천동·송중동 일부 | 미아3치안센터 동화치안센터 |
| 솔샘지구대  |      | 오현로 4 (미아동)       | 송중·송천동 일부                  | 숭인치안센터               |
| 삼양파출소  |      | 삼양로 239-1 (미아동)   | 삼양·삼각산동                     |                            |
| 수유1파출소 |      | 삼양로 305 (수유동)     | 수유1동                           |                            |
| 수유2파출소 |      | 삼각산로 115 (수유동)   | 수유2동, 우이동                   | 우이치안센터               |
| 수유3파출소 |      | 한천로150길 76 (수유동) | 수유3동                           |                            |
| 인수파출소  |      | 수유로 49 (수유동)      | 수유5·6동                         | 수유6치안센터              |
| 번동파출소  |      | 한천로 969 (번동)       | 번1·2동                           | 번2치안센터                |
| 번3파출소   |      | 월계로 227 (번동)       | 번3동                             |                            |

## 사건 사고
- 2016년 10월 19일 오패산터널 인근에서 전자발찌를 끊고 도주중인 용의자를 추적하던 과정에서 경찰공무원 1명이 사제총기에 의한 총격을 받아 순직하였다.[4]

## 같이 보기
- 서울특별시지방경찰청